# Łaniewszczyzna
Łaniewszczyzna (Łanieszczyzna) – osiedle włocławskie, znajdujące się w dzielnicy Południe.
Około 1865 r. Łanieszczyzna była folwarkiem, którego grunty, na podstawie odpowiedniego aktu notarialnego, miasto przekazywało zainteresowanym w wieczystą dzierżawę.